# Ad gloriam
| Recensione              | Giudizio |
| ----------------------- | -------- |
| AllMusic                | [ 2 ]    |
| Piero Scaruffi          | [ 1 ]    |
| Dizionario del Pop-Rock | [ 3 ]    |
| 24.000 dischi           | [ 4 ]    |

Ad gloriam è il primo album in studio del complesso musicale italiano le Orme, pubblicato nel 1969.

## Brani
Uscito in piena epoca beat, questo lavoro proponeva brani in cui non è facile individuare lo stile che il complesso avrebbe sviluppato anni dopo, ossia nel periodo di maggior successo; il disco contiene nove brani, incorniciati dai rumori e dalle note ludiche di una introduzione e di una conclusione. Una delle canzoni è dedicata a Mita Medici e musicalmente riprende I Can't See Nobody dei Bee Gees pubblicata l'anno prima.
Una remix della titletrack Ad gloriam è stata inserita nella colonna sonora del film Ocean's Eleven (2001) di Steven Soderbergh con il titolo  69 Police.

## Tracce

### LP
Lato A (5079-A)
1. Introduzione – 1:45 (Nino Smeraldi, Aldo Tagliapietra)
2. Ad gloriam – 5:31 (Nino Smeraldi, Aldo Tagliapietra)
3. Oggi verrà – 2:32 (Nino Smeraldi, Aldo Tagliapietra)
4. Milano 1968 – 3:12 (Nino Smeraldi, Aldo Tagliapietra)
5. I miei sogni – 3:00 (Nino Smeraldi, Aldo Tagliapietra)
6. Mita Mita – 2:53 (Nino Smeraldi, Luciano Zotti)

Lato B (5079-B)
1. Fumo – 3:39 (Nino Smeraldi, Aldo Tagliapietra)
2. Senti l'estate che torna – 3:18 (Nino Smeraldi, Italo Salizzato, Giuseppe Damele)
3. Fiori di giglio – 3:07 (Nino Smeraldi, Aldo Tagliapietra)
4. Non so restare solo – 5:28 (Nino Smeraldi, Aldo Tagliapietra)
5. Conclusione – 1:42 (Nino Smeraldi, Aldo Tagliapietra)

fonti: 

### CD
Edizione CD del 2000, pubblicato dalla Akarma Records (AK 060)
1. Introduzione – 1:45 (Nino Smeraldi, Aldo Tagliapietra)
2. Ad gloriam – 5:31 (Nino Smeraldi, Aldo Tagliapietra)
3. Oggi verrà – 2:32 (Nino Smeraldi, Aldo Tagliapietra)
4. Milano 1968 – 3:12 (Nino Smeraldi, Aldo Tagliapietra)
5. I miei sogni – 3:00 (Nino Smeraldi, Aldo Tagliapietra)
6. Mita Mita – 2:53 (Nino Smeraldi, Luciano Zotti)
7. Era un anno fa – 3:00 (Nino Smeraldi) – Traccia bonus
8. Fumo – 3:39 (Nino Smeraldi, Aldo Tagliapietra)
9. Senti l'estate che torna – 3:18 (Nino Smeraldi, Italo Salizzato, Giuseppe Damele)
10. Fiori di giglio – 3:07 (Nino Smeraldi, Aldo Tagliapietra)
11. Non so restare solo – 5:28 (Nino Smeraldi, Aldo Tagliapietra)
12. Conclusione – 1:42 (Nino Smeraldi, Aldo Tagliapietra)
13. Tutto passerà – 2:47 (Aldo Tagliapietra) – Traccia bonus

fonti: 

## Formazione
- Aldo Tagliapietra - canto, chitarra acustica, flauto, celeste
- Nino Smeraldi - chitarra solista, sarenghi, canto
- Claudio Galieti - chitarra basso, cello, canto
- Tony Pagliuca - organo, cembalo, piano elettrico
- Michi Dei Rossi - batteria, timpani, bonghi, tamburello

Altri musicisti
- A. Squaiella - flauto (brano: Fiori di giglio)
- G. Cavina - corno francese (brano: Fiori di giglio)
- Laura Merli - voce di bambina (brano: Fiori di giglio)

Note aggiuntive
- Carlo Alberto Rossi e Tony Tasinato - produttori
- Registrato presso Fonorama di C. A. Rossi - Studio B di Milano
- Giancarlo Lupo - tecnico del suono
- Giancarlo Boschin e Luciano Tallarini - copertina album originale
- Rino Petrosino - fotografie copertina album originale
- Edizione Gabriella Cataldo[8]